# Lycaena iburiensis
Lycaena iburiensis är en fjärilsart som beskrevs av Butler 1881. Lycaena iburiensis ingår i släktet Lycaena och familjen juvelvingar. Inga underarter finns listade i Catalogue of Life.